# Mártások listája

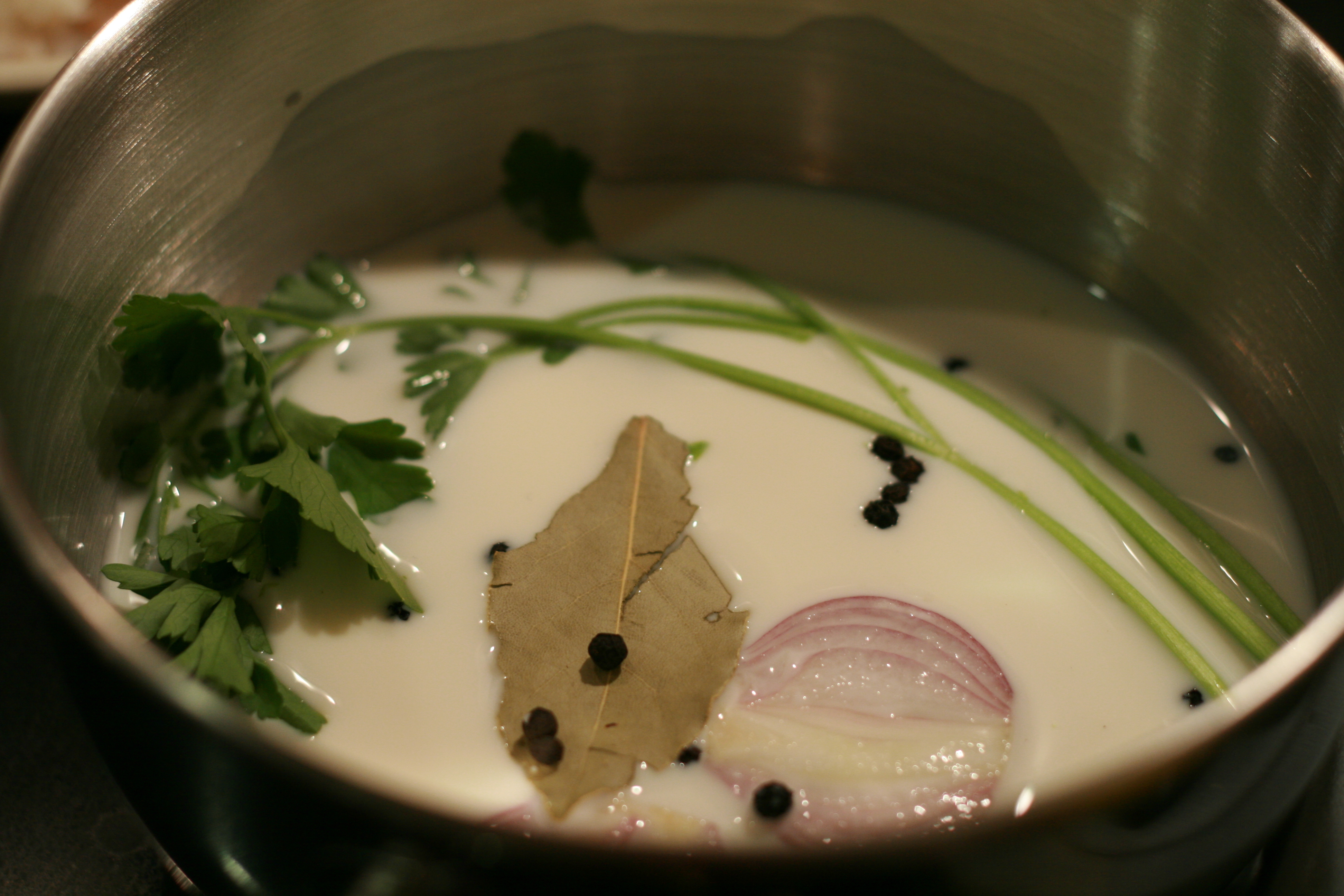
Egy népszerű mártás, a besamel

## Nemzetközi (francia) konyha
(a francia konyha alapmártásai félkövérrel szedve)

### Vajmártások(Beurres)
- beurre blanc (fehérboros vajmártás)
- beurre manié (lisztes vaj)
- beurre monté - olvasztott vaj és víz emulziója
- beurre noisette (barna vaj)
- beurre noir (fekete vaj)
- beurre rouge (rákvaj)

### Emulziók(Émulsions)
- aioli
- béarni mártás (Sauce béarnaise)
- hollandi mártás (Sauce hollandaise)
- majonéz (Sauce mayonnaise)
- remulád (Remoulade)
- tartármártás (Sauce tartare)
- vinaigrette

### Rántásalapú mártások(Roux)
- besamel mártás (Sauce béchamel)
- mornay mártás (Sauce Mornay)
- velouté mártás (Sauce veloutée)

### Alaplevekből készült mártások(Réductions)
- barnamártás (Sauces espagnoles)
- demi-glace
- Húskivonat (Glace de viande)
- pecsenyelé (Jus)
- paradicsommártás (Sauces tomate)

## Magyar konyha

### Paprikás mártások
- Pörköltszaft
- Paprikás mártás
- Bakonyi mártás

### Rántásalapú fűszermártások
- Tormamártás
- Kapormártás

### Gyümölcsmártások
- Almamártás
- Meggymártás
- Szilvamártás
- Cumberland mártás

### Zöldségmártások
- Lecsó
- Paradicsommártás
- Vadas mártás

## Ázsia

### Kelet-ázsia

#### Kínai konyha
- Doubanjiang (豆瓣酱)
- Doucsi (豆豉)
- Hojszin mártás (海鲜酱)
- Malajiang (麻辣醬)
- Osztrigaszósz (蚝油)
- Sao-kau BBQ mártás (烧烤酱)
- Kínai szilvamártás (苏梅酱)
- Világos szójaszósz (生抽)
- Sötét szójaszósz (老抽)
- Halszósz (鱼露)
- Édes-bab mártás (甜面酱)
- XO mártás (XO酱)
- Sacsa mártás (沙茶酱)
- Csar-sau BBQ mártás (叉烧酱)
- Édes-savanyú mártás (糖醋酱)
- Szi-ba-la (糍粑辣)
- Dzsao-la (糟辣)
- Lao-guo-la (烙锅辣)

#### Japán konyha
- Tentsuyu (てんつゆ/天汁))
- Umeboshi (梅干)
- Teriyaki-szósz (照り焼き)
- Shottsuru (塩魚汁)
- Tare mártás (垂れ)
- Tonkatsu mártás (とんかつソース)
- Ponzu (ポン酢)
- Mirin (みりん)

#### Koreai konyha
- Haet-ganjang (햇간장)
- Jung-ganjang (중간장)
- Jin-ganjang (진간장)
- Jaerae-hansik-ganjang (재래한식간장)
- Gaeryang-hansik-ganjang (개량한식간장)
- Gaeryang-ganjang (개량간장)
- Eo-ganjang (어간장)
- Ssamjang (쌈장)

### Délkelet-ázsia

#### Thaiföldi konyha
- Halszósz
- Sriracha mártás
- Nam chim chaeo
- Nam chim gai
- Nam phrik
- Prik nam pra

#### Vietnámi-, Kambodzsai- és Laoszi konyha
- Nước chấm chấm
- Nước mắm đường
- Nứơc mắm gừng
- Mắm tôm
- Mắm Kho Quẹt
- Mắm Nêm
- Muối ớt xanh sữa đặc chấm hải sản
- Tương Chấm Gỏi Cuốn
- Padaek
- Pla ra

#### Malajziai- és Indonéziai konyha
- Budu
- Cincalok
- Pecel
- Sambal
- Satay mártás
- Saus cabai
- Édes indonéz szójamártás
- Babi panggang
- Dabu-dabu
- Colo-colo

#### Fülöp-szigeteki konyha
- Bagoong
- Banana ketchup
- Latik

### Dél-ázsiai konyha
- Aloobukhara
- Imli
- Khajoor
- Fokhagyma csatni
- Kókusz csatni
- Koriander csatni
- Menta csatni
- Paradicsom csatni

## Észak-amerikai és tex-mex konyha
- Cincinnati Chili
- Comeback mártás
- Coney mártás
- Henry Bain mártás
- Mumbo mártás
- Old Sour
- Brown Gravy
- Red-eye gravy
- Sausage gravy
- Barbecue szósz
- Guacamole
- Mole
- Pico de gallo
- Salsa Macha
- Salsa Verde
- Salsa Roja
- Salsa Borracha